# Johan Samuel Augustin
Johan Samuel Augustin (født 31. marts 1715 i Oldensvort på Ejdersted, Tyskland, død 26. april 1785 i København) var en tysk-dansk astronomisk forfatter og embedsmand.
Johan Samuel Augustin blev født i Oldensvort på Ejdersted af en gammel ejderfrisisk familie. Da han var 2 år gammel, døde faderen, Joh. Sam. Augustin, hvorpå hans morbroder og formynder, Corniels Bischoff i Tetenbøl, lod ham opdrage i fødebyen af farbroderen, Steffens Augustin. Efter endt skolegang studerede han ved universiteterne i Kiel, Jena og Leipzig. Det var hans hensigt efter sin hjemkomst at studere jura, men han foretrak at tage imod en informatorplads, der blev ham tilbudt.
Hos Friedrich Wiedeburg i Leipzig havde han fået smag for matematik og astronomi, hvilke videnskaber han senere dyrkede med stor iver, hvad hans store bibliotek og instrumentsamling (Katalog udg. af Erichsen) noksom bære vidnesbyrd om. Han var også en virksom deltager i udgivelsen af Peder Paars med kobbere af Johan Frederik Clemens.
1750 fik han ansættelse i Krigskancelliet i København, i hvilket han 1757 avancerede til første sekretær. Det kongelige danske Videnskabernes Selskab optog ham 1775 som medlem. 21. marts 1781 blev han medlem af Det kongelige danske Selskab for Fædrelandets Historie. Han døde ugift som etatsråd og var den første mand af stand, som havde anordnet at blive begravet på Assistens Kirkegård i København. Hans portræt findes i ovennævnte katalog over hans bogsamling.
Foruden nogle oversættelser på tysk har han udgivet: Briefe des Joaber Adaders aus der Sonne an Pyrophilus auf Kosten der Pyrophilaner (s. 1. 1748). Desuden i 12. del af Videnskabernes Selskabs skrifter: Om Forskjellen imellem Tycho Brahes og Picards Meridian af Uranienborg samt Adskillige Steders Længde og Bredde i Norge. Derimod er de i 1781 og 1782 forelæste afhandlinger: Om Tycho Brahes skrevne Observationer og deres Skæbne samt Om Vejrligets besynderlige Forandringer i Januar 1782 ikke udkomne
i trykken.